# كارول جون دالي
كارول جون دالي (بالإنجليزية: Carroll John Daly) (14 سبتمبر 1889، يونكيرس في الولايات المتحدة - 16 يناير 1958، لوس أنجلوس في الولايات المتحدة)؛ كاتب وروائي أمريكي.

## روابط خارجية
- كارول جون دالي على موقع IMDb (الإنجليزية)